# Enrico Norelli
Enrico Norelli (* 21. Juni 1952 in Grosseto) ist ein italienischer Kirchenhistoriker. Er ist Professor für Geschichte des frühen Christentums an der Universität Genf.

## Leben
Er hat zwei Doktortitel: Dr. phil. der Universität Pisa und Dr. theol. der Universität Genf. Er arbeitete als wissenschaftlicher Mitarbeiter am Institut für Religionswissenschaft in Bologna zwischen 1975 und 1982 und als Bibliothekar an der Universität Bologna zwischen 1977 und 1989. Zwischen 1985 und 1988 lehrte er Geschichte der Geschichtsschreibung an der Fakultät für Philologie der Universität Triest. Seit 1988 lehrt er an der Fakultät für Evangelische Theologie der Universität Genf, zunächst als Assistent, dann als Dozent und wissenschaftlicher Assistenzprofessor der christlichen apokryphen Literatur und schließlich als Professor für Geschichte des frühen Christentums seit 2004.
Er ist Mitglied der Association pour l’étude de la littérature apocryphe chrétienne (AELAC) und anderer Vereinigungen, spezialisiert auf die Untersuchung des frühen Christentums. Er ist Ko-Direktor der Sammlung Poche Apocryphes, die von AELAC herausgegeben wird, und Direktor der Sammlung Letteratura Cristiana antica (Brescia) veröffentlicht. Er forscht zur Geschichte und Literatur der frühen christlichen Jahrhunderte, der Konstruktion von Häresien im antiken Christentum und der christlichen apokryphen Literatur.

## Veröffentlichungen
- Ascension du prophète Isaïe (= Apocryphes. Band 2). Brepols, Turnhout 1993, ISBN 2-503-50304-7.
- mit Daniel Marguerat, Jean-Michel Poffet (Hg.): Jésus de Nazareth. Nouvelles approches d’une énigme (= Le monde de la Bible. Band 38). Labor et Fides, Genf 1998, ISBN 2-8309-0857-0.
- mit Claudio Moreschini: Manuale di letteratura cristiana antica greca e latina (= Collana Letteratura cristiana antica. Band 10). Morcelliana, Brescia 1998, ISBN 978-88-372-1742-6.
  - deutsche Übersetzung: Handbuch der antiken christlichen Literatur. Aus dem Italienischen übersetzt von Elisabeth Steinweg-Fleckner und Anne Haberkamm. Gütersloher Verlagshaus, Gütersloh 2007, ISBN 978-3-579-05387-5.
- (Hg.): Recueils normatifs et canons dans l’Antiquité. Perspectives nouvelles sur la formation des canons juif et chrétien dans leur contexte culturel. Actes du colloque organisé dans le cadre du programme plurifacultaire «La Bible à la croisée des savoirs» de l’Université de Genève, 11–12 avril 2002 (= Publications de l’Institut Romand des Sciences Bibliques. Band 3). Éditions du Zèbre, Prahins 2004, ISBN 2-940351-02-3.
- mit Gabriella Aragione, Eric Junod (Hg.): Le canon du Nouveau Testament. Regards nouveaux sur l’histoire de sa formation (= Le monde de la Bible. Band 54). Labor et Fides, Genf 2005, ISBN 978-2-8309-1177-0.
- mit Charles Perrot, Edouard Cothenet und anderen (Hg.): Marie et la sainte famille. Tome II Les récits apocryphes chrétiens Communications présentées à la 62e session de la société française d’études mariales, espace Bernadette Soubirous, Nevers, septembre 2005 (= Etudes mariales. Band 62). Editions Médiaspaul, Paris 2006, ISBN 978-2-7122-0987-2.
- mit Bernard Pouderon und anderen (Hg.): Histoire de la littérature grecque chrétienne, 1. Introduction (Initiation aux Pères de l’Église). Éditions du Cerf, Paris 2008, ISBN 978-2-204-08228-0.
- Marie des apocryphes. Enquête sur la mère de Jésus dans le christianism antique (= Christianismes antiques. Band 1). Labor et Fides, Genf 2009, ISBN 978-2-8309-1340-8.
- mit Claire Clivaz, Andreas Dettwiler, Luc Devillers, Benjamin Bertho (Hg.): Infancy gospels. Stories and identities (= Wissenschaftliche Untersuchungen zum Neuen Testament. Band 281). Mohr Siebeck, Tübingen 2011, ISBN 978-3-16-150833-2.